# Olivier Siegelaar
Olivier Floris Johannes Siegelaar (Haarlem, 24 de octubre de 1986) es un deportista neerlandés que compitió en remo. Su hermana Sarah compitió en el mismo deporte.
Participó en tres Juegos Olímpicos de Verano, obteniendo una medalla de bronce en Río de Janeiro 2016, en la prueba de ocho con timonel, el cuarto lugar en Pekín 2008 y el quinto en Londres 2012, en la misma prueba.
Ganó dos medallas de bronce en el Campeonato Mundial de Remo, en los años 2009 y 2015.

## Palmarés internacional
| Juegos Olímpicos   | Juegos Olímpicos        | Juegos Olímpicos  | Juegos Olímpicos |
| Año                | Lugar                   | Medalla           | Prueba           |
| ------------------ | ----------------------- | ----------------- | ---------------- |
| 2016               | Río de Janeiro (Brasil) | Medalla de bronce | Ocho con timonel |
| Campeonato Mundial |                         |                   |                  |
| Año                | Lugar                   | Medalla           | Prueba           |
| 2009               | Poznań (Polonia)        | Medalla de bronce | Ocho con timonel |
| 2015               | Aiguebelette (Francia)  | Medalla de bronce | Ocho con timonel |